# Стычка при Курилёвке
Стычка при Курилёвке произошла 7 мая 1945 года между партизанской антикоммунистической организацией Национальный Воинский Союз и подразделениями НКВД в юго-восточной части Польши. В столкновении победу одержали силы подпольного Сопротивления.

## Предыстория
Вторая мировая война в Европе завершилась в мае 1945 года. Однако, как писал британский историк Норман Дэвис, даже после Дня Победы война ещё не была полностью окончена: «Во всех странах, оккупированных Советским Союзом, сотрудники НКВД начали охоту на своих политических оппонентов и борцов за свободу (…) Сталин со своей идеологией всё ещё оставался на месте, будучи, как никогда раньше, жестоким, кровожадным, а теперь ― и победоносным».
7-го мая произошло крупное вооружённое столкновение между польской партизанской организацией под названием «Национальный Воинский Союз» (Narodowe Zjednoczenie Wojskowe, NZW) и частями НКВД в деревне Курылувка, которая расположена рядом с городом Лежайск в Подкарпатском воеводстве. Согласно многим источникам, это вооружённое столкновение было крупнейшим в истории польского антикоммунистического движения, где было убито до 70 агентов НКВД. Отрядом поляков командовал майор Францишек Пшисенжняк (позывной ― «Отец Ян», польск. «Ojciec Jan»).

## Подкарпатье в 1944―1945-х годах
Основная часть территории сегодняшнего Подкарпатского воеводства была занята войсками Красной армии летом 1944 года. С советской стороны незамедлительно последовали гонения на бойцов Армии Крайовой, подчинявшихся польскому правительству в изгнании, и эти действия вызвали сопротивление. 19-го января 1945 года генерал Леопольд Окулицкий официально распустил АК, однако некоторые бойцы решили продолжать борьбу за независимость Польши, считая советские войска новыми оккупантами. Были созданы такие движения, как Свобода и Независимость (Wolnosc i Niezawislosc), Национальные Вооружённые Силы (Narodowe Siły Zbrojne) и Национальный Воинский Союз (Narodowe Zjednoczenie Wojskowe).
Все эти организации подвергались репрессиям сначала со стороны НКВД, а затем со стороны Министерства общественной безопасности, новой тайной полиции Польши. Самым крупным подпольным движением была организация Wolnosc i Niezawislosc, хотя также действовали и другие, в том числе Narodowe Zjednoczenie Wojskowe. В Подкарпатском районе лидерами NZW были Казимеж Мирецкий, Йозеф Салабун, Казимеж Нижинский и Пётр Возняк.
В марте 1945 года, в Подкарпатском NZW было создано так называемое «Командование лесных подразделений», которое контролировало партизанские отряды в районе. Главой этих подразделений был майор Францишек Пшисенжняк, у которого также были личные счёты с Министерством общественной безопасности: находившаяся на седьмом месяце беременности жена Францишека, Янина, была убита в марте (апреле) 1945 года неизвестным агентом Министерства общественной безопасности.

## Ход столкновения
В начале мая, подразделение NZW, насчитывавшее около 200 бойцов, находилось в деревне Курилёвка, что находится рядом с городом Лежайск. Отрядом командовал майор Францишек Пржишезняк. Войска НКВД, располагавшиеся в городе Билгорай, получили информацию о партизанах и послали в деревню две роты, которые, скорее всего, входили во 2-й Пограничный полк НКВД (найти какие-либо советские источники об этом инциденте довольно затруднительно).
Согласно другим источникам, подразделения НКВД прибыли в деревню, находясь в поиске группы дезертиров из Польской Народной Армии (Ludowe Wojsko Polskie), которые присоединились к партизанам.
Столкновение произошло 7-го мая. Число польский бойцов составляло около двухсот; точное число сотрудников НКВД неизвестно, вероятно, их было 300 или менее. В результате сражения части НКВД вынуждены были отступить. Точное число убитых с советской стороны неизвестно: некоторые источники утверждают, что их было 56, другие ― до 70. Число убитых поляков также неизвестно.
После столкновения партизаны, опасаясь возмездия, покинули район. На следующий день в деревню вошли ещё более многочисленный отряд НКВД. Деревня была сожжена, более 200 домов сгорели до основания. Агенты расстреляли шестерых жителей, и ещё двое погибли в огне. 920 человек лишились домов.